# Bitka kod Montapertija
Bitka kod Montapertija je bila bitka u sukobu Republike Firence i Republike Siene. Zbila se u apeninskoj pokrajini Toskani 4. rujna 1260. godine. Bila je dijelom sukoba gvelfa i gibelina. U toj su bitci pobijedili sienski gibelini.
Gibelinska pobjeda u ovoj bitci je donijele gibelinsku prevlast u Toskani.
Na sijenskoj su se strani borile pisanske (gibelini), sicilijanske (kralja Manfreda Svevskog) postrojbe te ini toskanski gibelinski saveznici. Na firentinskoj su se strani borile lombardske (gvelfi), arezzanski gvelfi, luccanske (gvelfi), orvietske postrojbe (gvelfi) i ini toskanski gvelfski saveznici.

## Povijesne pozadinske okolnosti
U pozadini ove bitke bio je sukob gvelfa i gibelina. su bili prethodnim oblikom suvremenih političkih stranaka. Ove su dvije stranke nastale u središnjoj Italiji tijekom 12. i 13. stoljeća. Formalno, gvelfi su podupirali papu, a gibelini Svetog Rimskog Carstva. U zbilji je taj sukob češće bio više u svezi s mjesnim takmaštvima, nego sa samim sukobom papinstva i carstva. Neki su gradovi bili u potpunosti pod jednom strankom, neki su bili podijeljeni, dio je imao većinu jednih i manjinu drugih, a neki su tijekom povijesti promijenili stav. Polovicom 13. stoljeća gvelfi su vladali Republikom Firencom, dok su gibelini kontrolirali Republiku Sienu. Gibeline su iz Firence mjesni gvelfi istjerali u potpunosti nakon ubojstva opata Tesaura Beccharija 1258., kojeg su optužili da je tajno radio na tome da se gibelini vrate na vlast u Firenci.
Dvije godine poslije sukob je dosegnuo vrhunac. Tad su Firentinci pomoću svojih saveznika iz cijele Toskane i gradova iz okružja Bologne,  Colle Val d'Else, Lucce, Orvieta, Prata, San Gimignana, San Miniata i Volterre skupili vojsku od oko 35 tisuća ljudi te krenuli na Sienu. Republika Siena je pozvala u pomoć kralja Manfreda Sicilijanskog (Svevskog), koji im je kao pomoć poslao jedan odred teška konjaništva kojeg su činili njemački plaćenici. Sijensku je vojsku vodio firentinski prognanik Farinata degli Uberti. Uz sva pojačanja i pomoć saveznika, Republika Siena uspjela je podići vojsku od samo 20 tisuća ljudi.

## Bitka
Vojske su se sukobile na brdu Montapertiju nedaleko od Siene. Borbe su izbile jutra 4. rujna. Čelna postrojba sienske vojske bio je odred njemačkih teških konjanika. Borbe su bile cjelodnevne. Iako su firentinske postrojbe bile brojnije, nisu uspjele bitnija prodrijeti u sijenske redove.
Predvečer su sienske postrojbe krenule u protunapad. Na čelu je bio grof Arrasa. Malobrojnijim sienskim snagama je vjeru u uspjeh davala činjenica što im je pristaša bio jedan od vođa firentinskih snaga Bocca degli Abati koji je u sebi bio gibelin te je jedva čekao napad sienske, gibelinske, strane, tako da se može okrenuti protiv gvelfske vojske koju je vodio, a koja nije pripadala njegovoj stranci.
Kad su Sijenjani napali, Bocca degli Abati se je probio kroz firentinske redove i odsjekao firentinskom zastavniku ruku u kojoj je držao zastavu. U onim je vremenima to imalo veliki psihološki učinak. Izgubiti zastavu odnosno ako bi protivnik uspio uzeti zastavu, plašilo je vlastite snage. To je bilo zbog toga što onda nije bilo odora jasnih oznaka, nego se je imalo zastavu prema kojoj su se vojnici orijentirali, usmjeravali, raspoređivali, zbivali ili povlačili. Tako se je demoraliziralo firentinske postrojbe, koje je zahvatila pometnja i strah.
Na to su gibelini među firentinskim snagama napali pripadnike svojih snaga koji su bili pristašama gvelfa, zajedno s glavninom sijenske vojske. Nakon toga su gvelfi pretrpili strahovite gubitke, jer im je pogibulo desetak tisuća ljudi dok su panično bježali.

## Poslije bitke
Njemačka plaćenička vojska je u sienskoj četvrti Pantanetu dali izgraditi crkvu sv. Jurja. Financirali su ju dijelom svoje plaće. Posvetili su ju svetom Jurju, jer im je njegovo ime bilo dijelom njihova ratnog pokliča.
U procesiji Corteo storico koja se danas održava uoči tradicijske svjetski poznate konjske utrke Palija, nalazi se carrocio koji su zarobile sijenske postrojbe od firentinske vojske u bitci kod Montapertija.

## Odraz u književnosti
Tu bitku a osobito izdaju koja je počinjena tijekom te bitke ovjekovječio je Dante Alighieri u svojoj  Božanstvenoj komediji. Sam Alighieri nije sudjelovao u ovoj bitci. Pojedinosti o njoj je znao preko firentinskog državnika Brunetta Latinija koji također nije bio u toj bitci, no o bitci je zapisao stvari u knjizi Libro di Montaperti. Latini je pak u vrijeme bitke bio u Kastilji gdje je tražio pomoć za firentinske gvelfe.
Tako je Dante temeljem tih spoznaja smjestio Boccu degli Abatija u deveti krug pakla, jer je izdao svoje firentinske postrojbe. U pakao je također smjestio zapovjednika gibelinskih postrojba Farinatu degli Ubertija zbog nevojničkih stvari. Uberti je bio krivovjerac - obožavao je epikurejstvo.

## Vanjske poveznice
- (tal.) Podatci o bitci kod Montapertija